# Тролльгеттан

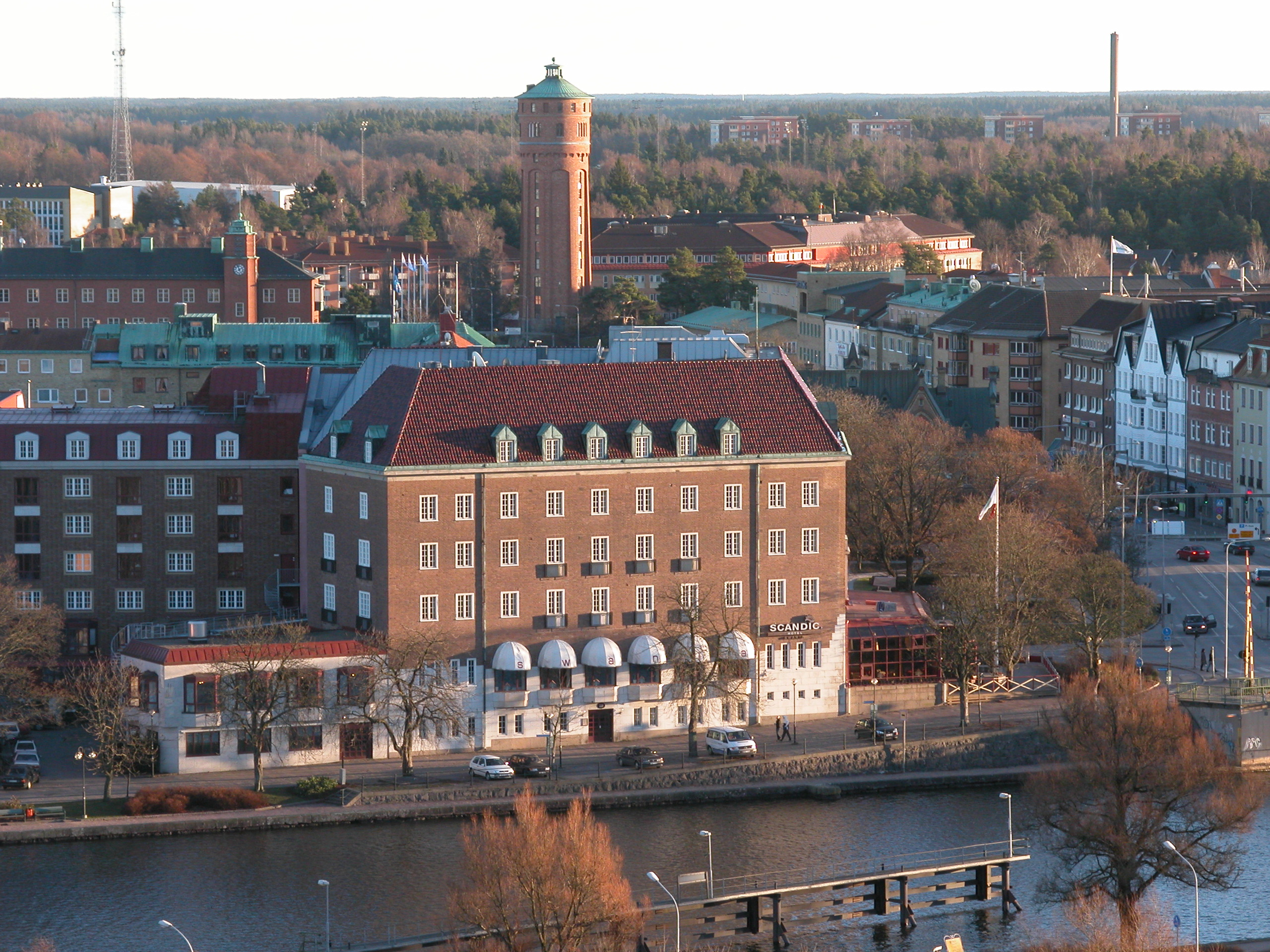

Тролльгеттан (швед. Trollhättan) — місто на заході Швеції. Розташоване на річці Йота-Ельв біля водоспаду Тролльгеттан. У місті знаходяться головний офіс компанії «Saab Automobile AB», автомобільний завод компанії «Saab», авіаційний — «Volvo Aero», локомотивобудівельний завод NOHAB, гідроелектростанція, кінематографічні заклади.

## Відомі люди
- Расмус Далін — шведський хокеїст.